# دانيال موراليس
دانيال موراليس (6 ديسمبر 1975 في البرازيل - ) هو لاعب كرة قدم برازيلي في مركز الوسط. لعب مع سسكا صوفيا ونادي تشيرنو مور فارنا ونادي سبارتاك فارنا ونادي كوريتيبا ونادي لوكوموتيف بلوفديف وFC Lokomotiv Mezdra ‏ ونفتكس بورغاس ‏ ونادي موجي ميريم.

## وصلات خارجية
- دانيال موراليس على موقع قاعدة بيانات كرة القدم.إي يو (الإنجليزية)
- دانيال موراليس على موقع قاعدة بيانات كرة القدم.إي يو (الإنجليزية)
- دانيال موراليس على موقع Soccerway.com (الإنجليزية)
- دانيال موراليس على موقع عالم كرة القدم.نت (الإنجليزية)